# Everyday
Everyday er Dave Matthews Bands fjerde studiealbum og blev udgivet den 27. februar 2001. Albummet er det første hvor Dave Matthews spiller på elektrisk guitar. Det udløste en del kritik fra fans, da det var markant anderledes end de tre forrige albums
Numrene blev skrevet af Dave Matthews selv, sammen med Glen Ballard på meget kort tid, og uden bandets andre medlemmer Boyd Tinsley, Carter Beauford, Stefan Lessard og LeRoi Moore.